# ماكس ريختر
ماكس ريختر (بالإنجليزية: Max Richter)‏ (مواليد 22 مارس 1966) هو ملحن موسيقي بريطاني ولد في هاملن، ألمانيا.

## وصلات خارجية
- الموقع الرسمي
- ماكس ريختر على موقع IMDb (الإنجليزية)
- ماكس ريختر على موقع مونزينجر (الألمانية)
- ماكس ريختر على موقع ألو سيني (الفرنسية)
- ماكس ريختر على موقع ميوزك برينز (الإنجليزية)
- ماكس ريختر على موقع أول موفي (الإنجليزية)
- ماكس ريختر على موقع قاعدة بيانات برودواي على الإنترنت (الإنجليزية)
- ماكس ريختر على موقع قاعدة بيانات الأفلام السويدية (السويدية)
- ماكس ريختر على موقع أول ميوزيك (الإنجليزية)
- ماكس ريختر على موقع ديسكوغز (الإنجليزية)
- ماكس ريختر على موقع قاعدة بيانات الفيلم (الإنجليزية)